# Gahnit
Gahnit är ett i gröna, blå, gula, bruna eller gråa oktaedrar kristalliserande mineral som också går under namnet zinkspinell och är en spinellvariant med den kemiska formeln Zn(MnFe)O . Al2(Fe2)O3, alltså huvudsakligen bestående av zinkoxid och aluminiumoxid.

## Upptäckt och förekomst
Gahnit beskrevs första gången 1807 då den påträffades i talkskiffer och kvarts vid Falu gruva i Dalarna och uppkallades efter den svenske kemisten Johan Gottlieb Gahn (1745–1818), upptäckaren av grundämnet mangan.
Gahnit bildas ofta som en förändringsprodukt av sfalerit i förändrade massiva sulfidavlagringar som vid Broken Hill, Australien. Andra förekomster i USA, Charlemont, Massachusetts, Spruce Pine, North Carolina, Vita Picacho-distriktet, Arizona, Topsham, Maine och Franklin, New Jersey. Den har även anträffats i diamantförande sand i Minas Gerais i Brasilien.